# تويوتا ڤيتز
:هذا المقال حول تويوتا إيكو/يارس هاتشباك، للمزيد عن إيكو/يارس صالون انظر تويوتا إيكو/تويوتا يارس.
تويوتا ڤيتز (يطلق عليها أيضاً إيكو/يارس هاتشباك) وهي إحدى الطرازات الصغيرة التي تنتجها شركة تويوتا للسيارات. تم تصميمها بواسطة سوتيريس كوفوس وهي أما هاتشباك 3 أبواب أو هاتشباك 5 أبواب.
تم بيع تويوتا ڤيتز بالشرق الأوسط، الأمريكتين، أوروبا، نيوزيلاندا، أستراليا وجنوب إفريقيا تحت اسم تويوتا إيكو هاتشباك للجيل الأول وتويوتا يارس هاتشباك للجيل الثاني، أما النسختين الصالون من إيكو/يارس اُطلق عليهم بلاتز/بيلتا بالترتيب في عدة مناطق من العالم. لم يتم بيع الجيل الأول من تويوتا ڤيتز بالولايات المتحدة حيث تم إطلاق طرازي بيلتا وڤيتز تحت اسم يارس ويارس هاتشباك.
مؤخرًا أعلنت تويوتا عن اطلاقها طرازً جديدً يحمل إسم تويوتا ڤيتز في جنوب أفريقيا ، حيث سيكون مُعتمدًا على الجيل الأخير من طراز سوزوكي سيليريو، ضِمن تعاون مع شركة سوزوكي، حيث سيتم إطلاق تويوتا فيتز الجديدة خلال الربع الثاني من عام 2023.